# بخش سووبودننسکی
بخش سووبودننسکی (به لاتین: Svobodnensky District) یک منطقهٔ مسکونی در روسیه است که در استان آمور واقع شده‌است.